# Ewa
Ewa è un distretto di Nauru che fa parte della circoscrizione elettorale d'Anetan.
Si trova nella parte settentrionale dell'isola; è bagnato dall'Oceano Pacifico e confina con i distretti di Anetan, Anabar e Baiti. Il punto più a nord di Nauru, Capo Anna, si trova in questo distretto.
Ha una superficie di 1,17 km² e una popolazione di circa 300 abitanti.
In questo distretto si trovano la prima scuola fondata a Nauru, oggi divenuta il Kayser College, e il più grande centro commerciale dell'isola (il Capelle & Partner).